# Rare Chandeliers
Albums par Action Bronson
Blue Chips
(2012) Saaab Stories
(2013)
Albums par The Alchemist
No Idols
(2012) Russian Roulette
(2012)
Rare Chandeliers est une mixtape d'Action Bronson et The Alchemist, sortie le 15 octobre 2012.

## Liste des titres
| No  | Titre                                                         | Contient un (des) sample(s) de | Durée |
| --- | ------------------------------------------------------------- | --- | ----- |
| 1.  | Big Body Bes Intro (featuring Big Body Bes)                   | | 1:24  |
| 2.  | Rare Chandeliers                                              | Pieśń Niepokorna de Budka Suflera | 2:39  |
| 3.  | The Symbol                                                    | Flying d'UFO | 3:34  |
| 4.  | Sylvester Lundgren (featuring Meyhem Lauren et Ag Da Coroner) | Bring the Noise de Public Enemy | 2:32  |
| 5.  | Randy, the Musical                                            | All Men Shall Be Brothers of Ludwig de Staff Carpenborg and the Electric Corona Puppet on a Chain de 100% Pure Poison The Ray's Tender Touch d'Argo Buffalo Gals de Malcolm McLaren Change the Beat (Female Version) de Beside | 4:24  |
| 6.  | Demolition Men (featuring Schoolboy Q)                        | Shuttle Service de Scope | 2:32  |
| 7.  | Eggs on the Third Floor                                       | The Ring (Hypnotic Seduction of Dale) de Queen | 4:09  |
| 8.  | Modern Day Revelations (featuring Roc Marciano)               | | 2:47  |
| 9.  | Dennis Haskins                                                | | 2:00  |
| 10. | Bitch, I Deserve You (featuring Evidence)                     | If I Had One More Chance de Mildred Clark and the Melody Aires | 3:18  |
| 11. | Gateway to Wizardry (featuring Styles P.)                     | | 4:18  |
| 12. | Blood of the Goat (featuring Big Twin et Sean Price)          | The Cross de Lalo Schifrin KMP 1190 de Keith Mansfield | 3:35  |
| 13. | Mike Vick                                                     | Here We Go (Live at the Funhouse) de Run–D.M.C. | 2:38  |

| 14. | Fiends Jean Jacket           | 2:23 |
| 15. | Drugs & Cheese on a Roll Mix | 2:29 |
| 16. | Brown Bag Wrap               | 2:19 |